# CRぱちんこウルトラセブン
「CRぱちんこウルトラセブン」は、特撮テレビドラマ『ウルトラセブン』をモチーフとしたパチンコ台。2005年に京楽産業.からリリースされた。
ヒットを受け、2006年10月に兄弟機である羽根モノ版「CR羽根ぱちんこウルトラセブン」がデビューし、デジパチのように直撃大当たりを搭載して大ヒットした。
同じく2006年12月に後継機「CRぱちんこウルトラマン」がデビューしたうえ、2012年6月に「CRぱちんこウルトラマンタロウ 戦えウルトラ6兄弟」がデビューして本機の持つ爆裂性能を受け継いでいる。

## 概要と特色
パチンコの新基準機の特色と『ウルトラセブン』そのものの魅力を生かした、2005年の大ヒット機。大当たり確率は辛口で非常に低いものの、一度大当たりすると80%以上の驚異的な確率で大当たりを連チャンさせる爆裂性能を持っており、一撃でドル箱が2桁を軽く超えることも多い。
「なかなか当たらない」反面「当たれば爆裂」という非常に賭博性の高い性能ながら、番組を視聴したことがある者なら必ず楽しめるような演出が多彩である。しかし、実際の大当たり確率が1/479分の1というギャンブル度のため、表向きの華やかさとは裏腹に問題の多い機種でもあった。その後、「CRぱちんこウルトラマン」などでは、大当たり確率が高くされている。
プレミアムで、小倉優子がカットインすることもある。

## 大当たりの種類
本機には、内部的には4種類の大当たりが搭載されている。振り分け率は#スペックの節を参照。
- 15ラウンドの確変大当たり
- 7ラウンドの確変大当たり
- 2ラウンドの確変大当たり（突然確変）
- 2ラウンドの通常大当たり（突然時短）

このうち、本機では15ラウンドの確変大当たりのことを「ウルトラボーナス」という名称で呼ばれており、7ラウンドの確変大当たりは「レギュラーボーナス」と呼ばれている。2ラウンドの大当たりに関しては、当選してもアタッカーが一瞬しか開放しないため、出玉をほとんど得ることができない。また上に記載したとおり、本機には「出玉の得られる通常大当たり」が存在しないため、出玉の得られる大当たりはすべて確変大当たりとなる。

### ボーナス
本機では、出玉の得られる確変大当たりのことを「ボーナス」と呼んでいる。ウルトラボーナスとレギュラーボーナスの二種類が存在する。
ウルトラボーナス7の絵柄が揃った場合に突入する、15ラウンドの確変大当たりである。盤面右側に設置された「ウルトラボーナスアタッカー」と呼ばれる入賞口が開放し、大当たり中は右打ちで消化することになる。#スペックにもある通り、全大当たり中、最も当選する確率が高いのがウルトラボーナスである。そのため、リーチ時に7以外の図柄が揃った場合も、再抽選演出時に高確率で7図柄へ昇格する。ボーナス中は主題歌「ウルトラセブンのうた」がかかる。7連チャン以上では主題歌「ウルトラセブンのうた」が歌付きで流れる。バトルでウルトラマンが登場した場合は「ウルトラマンのうた」が、ウルトラマンタロウが登場した場合は「ウルトラマンタロウのうた」が流れる。
レギュラーボーナス7以外の絵柄にが揃った場合に突入する、7ラウンドの確変大当たりである。盤面中央下に設置された「レギュラーボーナスアタッカー」と呼ばれる入賞口が開放する。ボーナス中は挿入歌「ULTRA7」が演奏され、画面はウルトラ警備隊の紹介が流れる。7連チャン以上では主題歌「ウルトラセブンのうた」が歌付きで流れる。

## ゲームモードの概要

### 通常時のモード
通常モード通常のゲーム画面。湖、港、荒野などのステージ。ここからUFO飛来やモロボシ・ダンの登場など様々な演出に派生していく。演出発生時に盤面のギミック役モノである「アイスラッガー」がフラッシュした場合は激アツ。
司令室モード消灯予告から移行するモード。基本的にステージの一種であり、高確率状態などではない。小キャラなどの演出がないため、熱くなさそうな予告でも突然当たったりもする。司令室にダンが登場すると激熱。
雷雲モード消灯予告から突入する。嵐の荒野ステージに移行し、擬似連続予告が発生。連続回数が多いほど期待度が高い。基本的に突入すれば激アツであるが、外れてしまう場合もある。

### ウルトラバトルモード
ウルトラバトルモードとは、ボーナス終了後に突入する高確率状態の演出で、本機最大の魅力を誇るモードである。パチスロ機「パチスロ北斗の拳」（サミー）のバトルボーナス中と同じような構成で、セブン対怪獣の戦いが始まる。
- 演出の流れ
  - 1. リーチがかかると勝負が始まり、先制を取った方が画面に表示される。
  - 2. ここでセブンが映ればボーナスが確定する。怪獣が映った場合はセブンが攻撃されることとなる。
  - 3. セブンか攻撃を回避すれば反撃に転じ、ボーナスが確定する。攻撃を喰らった場合はよろめき演出が発生。
  - 4. セブンが耐えれば「つづく」と表示され、ハズレリーチ扱いとなる。耐え切れずに倒れてしまうと、画面が暗転し「ULTRA BATTLE MODE FIN」と表示される。
  - 5. その後、アンヌ隊員かキリヤマ隊長がカットインすればセブンが復活し、ボーナスとなる。そのまま「ウルトラバトルモード 終」と表示された場合は終了となり、モロボシチャンスへ移行する。
- プレミアム演出
  - 2. にてセブンが先制した場合、初代ウルトラマンが援護に現れればウルトラボーナス確定となる。
  - 3. にて攻撃回避時にウルトラマンタロウが援護に現れればウルトラボーナス確定となる。
  - 上記の演出が発生した場合は、大当たり中の主題歌が変化する。
- 怪獣の変化
  - ウルトラバトルモードの継続回数が増えると、登場する怪獣が変化する。
  - イカルス星人→メトロン星人→エレキング→キングジョー→パンドン

解説・内部的な処理など
ウルトラバトルモードは15Rの確変大当たり（ウルトラボーナス）、または7Rの確変大当たり（レギュラーボーナス）に当選した場合に突入する高確率状態の演出である。ウルトラバトルモード中に15Rラウンドの確変大当たり、または7Rラウンドの確変大当たりに当選すると怪獣との戦闘が始まり、セブンが勝利する演出が発生してボーナスへ移行する。ウルトラバトルモード中に2Rの大当たり（出玉の得られない大当たり）に当選した場合も怪獣との戦闘が始まるが、この場合はセブンが敗北する演出が発生してモロボシチャンスへ移行する。この時、2Rの通常大当たり（突然時短）に当選していた場合は高確率状態が終了することになるのだが、2Rの確変大当たり（突然確変）に当選していた場合は高確率状態を維持したままモロボシチャンスに突入する事となる。

### モロボシチャンス
モロボシチャンスは、2Rの大当たり（出玉の得られない大当たり）に当選した場合に突入する演出である。2Rの大当たりは、2Rの通常大当たり（突然時短）と2Rの確変大当たり（突然確変）の二種類存在するのだが、どちらに当選した場合も突入演出やモード中の演出は全く同じであるため、画面上では「高確率状態」なのか「時短」なのかは判断出来ない。実際には盤面左下の小さなランプによって状態判別が出来るようになっているが、判断させないように広告などを被せて隠してしまうホールもある。
モロボシチャンス中は「デジタル変動の短縮」と「電チューによるスタート入賞のサポート」が受けられる。突入から77回転経過で終了し、通常モードへ移行する。ただし突然確変に当選していた場合は、見た目は通常モードに移行していても高確率状態を継続した「潜伏確変」の状態になるため、本モード終了後すぐに止めてしまうと、高確率状態の台を捨てることになるおそれがあるので注意が必要となる。
通常モードからの突入ノーマルリーチハズレ後、ダンが登場して「CHANCEカード」を投げれば突入する。
ウルトラバトルモードからの突入セブンが怪獣に負けた後、「KYORAKU」のロゴ表示後に突入する。
なお、モロボシチャンス中はリーチが掛かると直接VS怪獣系リーチへ発展するようになる。

## 予告演出

### ステップアップ予告
1. UFO出現。UFOの色によって期待度変化。
2. UFOを追ってモロボシ・ダン登場。
3. ダンが銃を構えるとシャドー星人出現。リーチが確定し、星人の数によって期待度変化。
4. ウルトラアイ役モノが作動し、直接VS怪獣系リーチへ発展。

- ステップ1のUFOがオレンジ色ならスーパーリーチ確定、虹色なら期待度大幅アップ、シャプレー星人のUFOなら大当たり確定となる。
- ステップ2からビデオレシーバー予告へ発展するパターンもある。
- ステップ3で怪獣が出現するパターンもあり、その場合は対応する怪獣系リーチへ発展する。

### ビデオレシーバー予告
ステップアップ予告のステップ2から発展。「こちらダン」の台詞の後にキャラクターが表示される。
- ノイズ：ガセ演出　※←リーチになれば大当たり確定。
- フルハシ隊員：期待度低
- キリヤマ隊長：期待度中
- アンヌ隊員：期待度高
- ウルトラセブン：大当たり確定
- ウルトラの父：ウルトラボーナス確定
- ウルトラの母：大当たり確定
- 小倉優子：大当たり確定

### フラッシュ予告
1. デジタル変動直後、効果音と共にウルトラセブン役モノが点滅。
2. 続けてウルトラセブンの声と共にアイスラッガー役モノが光りだす。

1で止まってしまうと期待度は低いが、2まで発展すれば期待度大幅アップとなる。

### 消灯予告
デジタル停止時に図柄が消灯。左、右、中の順に消灯していき、三つとも消灯すれば
- 司令室モード
- 雷雲モード
- ウルトラチャンス

のいずれかへ発展する。ちなみに、左右が消灯しなくても、中に7図柄が停止すればいきなり全消灯する。

### ウルトラチャンス
消灯予告から発展。スーパーリーチ名の書かれたルーレットが作動し、止まったリーチへ発展する。「SEVEN」に止まった場合は大当たり確定となる。

### あおり予告
左図柄に7が停止した場合に発生。リーチが掛かれば期待度大幅アップとなるが、ガセ演出となる場合も多い。

## リーチアクション

### ノーマルリーチ系
ノーマルリーチ解説
リーチが掛かるとシャッターが閉じる演出が発生する。その後、再度シャッターが開き、ウルトラ警備隊が出動すれば怪獣系リーチへ発展する。隊員が搭乗する戦闘機の種類によって期待度が変化（ポインター→ウルトラホーク1号→2号→3号）。シャッターが開かなかったり、開いても中に何もなかった場合はノーマルリーチとなる。ハズレ後、画面左からモロボシ・ダンが出現する場合がある。ダンがカプセルを投げればカプセル怪獣系リーチへ発展、チャンスカードを投げればモロボシチャンスへ発展、ウルトラアイを取り出せばVS怪獣系リーチへ発展する。
カプセル怪獣系リーチ
ノーマルリーチハズレ後、ダンがカプセルを投げれば発展。マルチラインリーチになっており、アギラならシングルリーチ、ミクラスならダブルリーチ、ウインダムならトリプルリーチとなる。

### 怪獣系リーチ
怪獣系リーチは、ウルトラ警備隊と怪獣との戦闘リーチで、前述のスーパーリーチ発展演出を経由して発展する。このリーチ自体の期待度はあまり高くはないのだが、ハズレ後にVS怪獣系リーチへ発展する場合がある。
イカルス星人リーチイカルス星人が瞬間移動をしながら接近し、目前に来たときに数字が揃えばボーナスとなる。
メトロン星人リーチメトロン星人とダンがちゃぶ台を叩く「ちゃぶ台バージョン」と、夕陽の街をメトロン星人がダッシュで数字を破壊しながら駆け抜ける「突進バージョン」とがある。
エレキングリーチ湖から飛び出してくる数字をエレキングが尻尾で破壊していく。最後の数字を破壊されなければ数字が揃ってボーナスとなる。

### VS怪獣系リーチ
VS怪獣系リーチは、セブンと怪獣との戦闘リーチである。発展時には画面上部に収納された「ウルトラアイ」役モノが作動し、ダンがセブンへ変身する演出が発生する。また、ウルトラアイ役モノ作動時に、リーチ図柄が7に変化する場合がある。
VSイカルス星人リーチ
VSイカルス星人がアロー光線を発射し、セブンが跳ね返すことが出来ればボーナスとなる。
VSメトロン星人リーチ
セブンとメトロン星人が、夕日を背景に両者が跳び蹴りでクロスプレイ。着地後、メトロンが倒れればボーナスとなる。
VSエレキングリーチ
セブンの発射する光線技をエレキングが耐えきれずに直撃すればボーナスとなる。
VSキングジョーリーチ
リーチアクションの中では最も期待度の高いリーチで、VS怪獣系のみ存在する。セブンとキングジョーが光線技を撃ち合い、キングジョーが倒れればボーナスとなる。

### 全回転リーチ
発生した時点でウルトラボーナスが確定するプレミアリーチ。
ウルトラ全回転リーチ
ノーマルリーチハズレ後、画面がホワイトアウトして実写のウルトラ父母兄弟の名場面が流れる。
ウルトラ警備隊リーチ
シャッター解放後、ウルトラ警備隊とメカが総出演し、名場面が流れる。

## スペック
- 出玉の得られる大当たり（ボーナス）は全て確変大当たりである
- 通常大当たりは全て出玉の得られない突然時短（モロボシチャンス）である

### CRぱちんこウルトラセブンL77
メインで導入されたのはこちらの機種である。
- 大当たり確率
  - 低確率：1/479
  - 高確率：1/47.9
- 確変割合：49/60（約81.67%）
  - 15R確変（ウルトラボーナス）：36/60（60%）
  - 7R確変（レギュラーボーナス）：10/60（約16.67%）
  - 2R確変（モロボシチャンス・突然確変）：3/60（5%）
- 大当たりラウンド：15R・9C or 7R・9C or 2R・9C
- 賞球数：3&4&10&12&14
- 全大当たり終了後77回転の時短

### CRぱちんこウルトラセブンM75
L77よりも後に発売された兄弟機。
- 大当たり確率
  - 低確率：1/397
  - 高確率：1/39.7
- 確変割合：48/60（80%）
  - 15R確変（ウルトラボーナス）：29/60（約48.33%）
  - 7R確変（レギュラーボーナス）：15/60（25%）
  - 2R確変（モロボシチャンス・突然確変）：4/60（約6.67%）
- 大当たりラウンド：15R・9C or 7R・9C or 2R・9C
- 賞球数：3&4&10&12&14
- 全大当たり終了後77回転の時短